# Westboro
Westboro és una població dels Estats Units a l'estat de Missouri. Segons el cens del 2000 tenia 163 habitants.

## Demografia
Segons el cens del 2000, Westboro tenia 163 habitants, 66 habitatges, i 47 famílies. La densitat de població era de 314,7 habitants per km².
Dels 66 habitatges en un 37,9% hi vivien nens de menys de 18 anys, en un 60,6% hi vivien parelles casades, en un 10,6% dones solteres, i en un 27,3% no eren unitats familiars. En el 25,8% dels habitatges hi vivien persones soles el 9,1% de les quals corresponia a persones de 65 anys o més que vivien soles. El nombre mitjà de persones vivint en cada habitatge era de 2,47 i el nombre mitjà de persones que vivien en cada família era de 2,98.
Per edats la població es repartia de la següent manera: un 31,3% tenia menys de 18 anys, un 3,1% entre 18 i 24, un 28,2% entre 25 i 44, un 24,5% de 45 a 60 i un 12,9% 65 anys o més.
L'edat mediana era de 36 anys. Per cada 100 dones de 18 o més anys hi havia 83,6 homes.
La renda mediana per habitatge era de 31.563 $ i la renda mediana per família de 32.813 $. Els homes tenien una renda mediana de 23.750 $ mentre que les dones 16.563 $. La renda per capita de la població era de 12.466 $. Entorn del 7,3% de les famílies i el 8,4% de la població estaven per davall del llindar de pobresa.

## Poblacions més properes
El següent diagrama mostra les poblacions més properes.